# Flaga Jemenu Północnego
Flaga Jemenu Północnego to prostokąt z trzema pasami, o kolorach (od góry) czerwonym, białym i czarnym. Każdy pas ma jednakową szerokość. Kolory te uznawane są barwy panarabskie i często występują na flagach państw arabskich, m.in. Egiptu, Iraku i Syrii.  Dodatkowo w centrum flagi znajduje się zielona gwiazda.